# 3. državni zbor Republike Slovenije
Tretje mandatno obdobje Državnega zbora Republike Slovenije se je začelo s konstitutivno sejo, ki je bila 27. oktobra 2000 po državnozborskih volitvah 2000.
Mandat zbora se je končal 22. oktobra 2004, ko je bil ustanovljen 4. državni zbor Republike Slovenije.

## Pregled
Na volitvah 15. oktobra 2000 je največji delež glasov (36 %) ponovno dobila LDS in s tem 34 poslanskih sedežev. Kot stranka z relativno večino je oblikovala koalicijo, v  kateri so bile naslednje stranke: LDS s 34 sedeži, ZLSD z 11 sedeži, SLS+SKD z 9 sedeži. Tudi DeSUS s 4 sedeži v parlamentu je podpisal sporazum o sodelovanju z vladajočo koalicijo, tako da je bilo v koaliciji skupaj 58 poslancev. Opozicijo pa so sestavljale: SDS (septembra 2003 se je preimenovala v Slovensko demokratsko stranko) s 14 poslanci, Nova Slovenija (NSi) - z 8 poslanci, Slovenska nacionalna stranka (SNS) s 4 poslanci in Stranka mladih Slovenije (SMS), ki je imela v parlamentu 4 sedeže. Opozicija je štela 30 poslancev. 
Tudi tretje mandatno obdobje so zaznamovale spremembe v sestavi; en opozicijski poslanec je leta 2001 izstopil iz poslanske skupine in funkcijo naprej opravljal kot samostojni poslanec. Septembra 2004, ko je  poslanska skupina SMS prenehala z delovanjem, sta se mu pridružila še dva člana, vendar niso oblikovali poslanske skupine nepovezanih poslancev, temveč so delovali kot samostojni poslanci. Poslanska skupina SLS+SKD je pod tem imenom delovala do 15. marca 2002, nato pa kot Poslanska skupina SLS. Socialdemokratska stranka Slovenije se je 19. septembra 2003 preimenovala v Slovensko demokratsko stranko. Tudi sestava v koaliciji in opoziciji se je med mandatom nekoliko spremenila. Število koalicijskih poslancev se je ob koncu mandatnega obdobja zmanjšalo za deset. Poslanska skupina SLS (prej SLS+SKD) je aprila 2004 po odstopu njenih ministrov prenehala delovati kot koalicijska poslanska skupina. 

## Vodstvo
Predsednik Državnega zbora
- Borut Pahor (10. november 2000 - 9. julij 2004[2])
- Franc Feri Horvat (12. julij 2004 - 22. oktober 2004)

Podpredsedniki Državnega zbora
- Mihael Brejc (10. november 2000 - 12. julij 2004[2])
- Anton Delak (10. november 2000 - 6. marec 2002)
- Irma Pavlinič Krebs (10. november 2000 - 22. oktober 2004)
- Valentin Pohorec (23. april 2002 - 22. oktober 2004)

## Poslanci
Tekom mandata je poslanske skupine zamenjalo oz. zapustilo več poslancev
- Bogomir Vnučec (iz SMS v SDS),
- Peter Levič (iz SMS, potem samostojni poslanec),
- Igor Štemberger (iz SMS, potem samostojni poslanec),
- Marko Diaci (iz SMS, potem samostojni poslanec),
- Dimitrij Rupel (iz LDS v SDS) in
- Franc Čebulj (iz SDS v SLS + SKD).

## Delo
Državni zbor je imel v tem mandatu 38 rednih sej in 51 izrednih sej. Redne seje so skupaj trajale 214 dni, izredne pa 93 dni. V tem času je Državni zbor sprejel štiri ustavne zakone, 169 zakonov, 263 zakonov o spremembah in dopolnitvah, 243 zakonov o ratifikaciji, 3 avtentične razlage zakonov (obvezne razlage), 9 poslovnikov, 3 nacionalne programe, 11 resolucij, 6 deklaracij, 238 odlokov, 45 sklepov, 14 proračunov in sorodnih aktov, odredil je dve parlamentarni preiskavi in sprejel 11 drugih aktov. Sprejetih je bilo tudi 124 uradnih prečiščenih besedil zakonov.

## Preiskovalne komisije
V tem mandatnem obdobju sta bili ustanovljeni naslednji dve preiskovalni komisiji:
- Preiskovalna komisija za ugotovitev odgovornosti odgovornih oseb in nosilcev javnih pooblastil glede nakupa in prodaje električne energije, zaradi česar je bila domnevno povzročena gospodarska škoda v sistemu slovenskega elektrogospodarstva
- Preiskovalna komisija za ugotovitev ozadja in vzrokov napada na novinarja Mira Petka ter morebitno vpletenost in politično odgovornost nosilcev javnih funkcij